# Стовбище (Орловська область)
Стовбище (рос. Столбище) — село у Дмитровському районі Орловської області Російської Федерації.
Населення становить 183 особи. Входить до муніципального утворення Столбищенське сільське поселення.

## Історія
Населений пункт розташований у межах Чорнозем'я та історичного Дикого Поля. 30 липня 1928 року у складі Орловського округу Центрально-Чорноземної області, 13 червня 1934 року після ліквідації Центрально-Чорноземної області населений пункт увійшов до складу новоствореної Курської області.
З 27 вересня 1937 року район у складі новоствореної Орловської області.
Від 2013 року входить до муніципального утворення Столбищенське сільське поселення.

## Населення
| 1853 | 1866  | 1877 | 1897  | 1926 | 1979 | 2002 |
| ---- | ----- | ---- | ----- | ---- | ---- | ---- |
| 978  | ↗1011 | ↘986 | ↗1211 | ↘433 | ↘255 | ↘233 |
| 2010 |       |      |       |      |      |      |
| ↘183 |       |      |       |      |      |      |